# Національний музей природознавства (Париж)
Національний музей природознавства (фр. Muséum national d'histoire naturelle) заснований в Парижі 10 червня 1793 року за декретом Національного конвенту.

## Історія музею
Офіційно заснований 10 червня 1793 року рішенням Національного конвенту. Проте музей фактично успадкував матеріальну базу й фонди Королівського саду лікарських рослин, що був заснований в 1635 році за Людовика XIII.
В 2009—2012 роках була здійснена велика програма оновлення музею, фінансування якої становило близько 280 мільйонів євро.

## Структура музею
Музей об'єднує такі установи:
- В Парижі:
  - Сад рослин або Зоосад
  - Венсенський зоопарк
  - Музей людини (Париж)
  - Велика галерея еволюції (Париж)
  - Галерея мінералогії та геології
  - Палеонтологічний музей (Париж)
  - Невеликий зоопарк в Саду рослин.
- Поза Парижем:

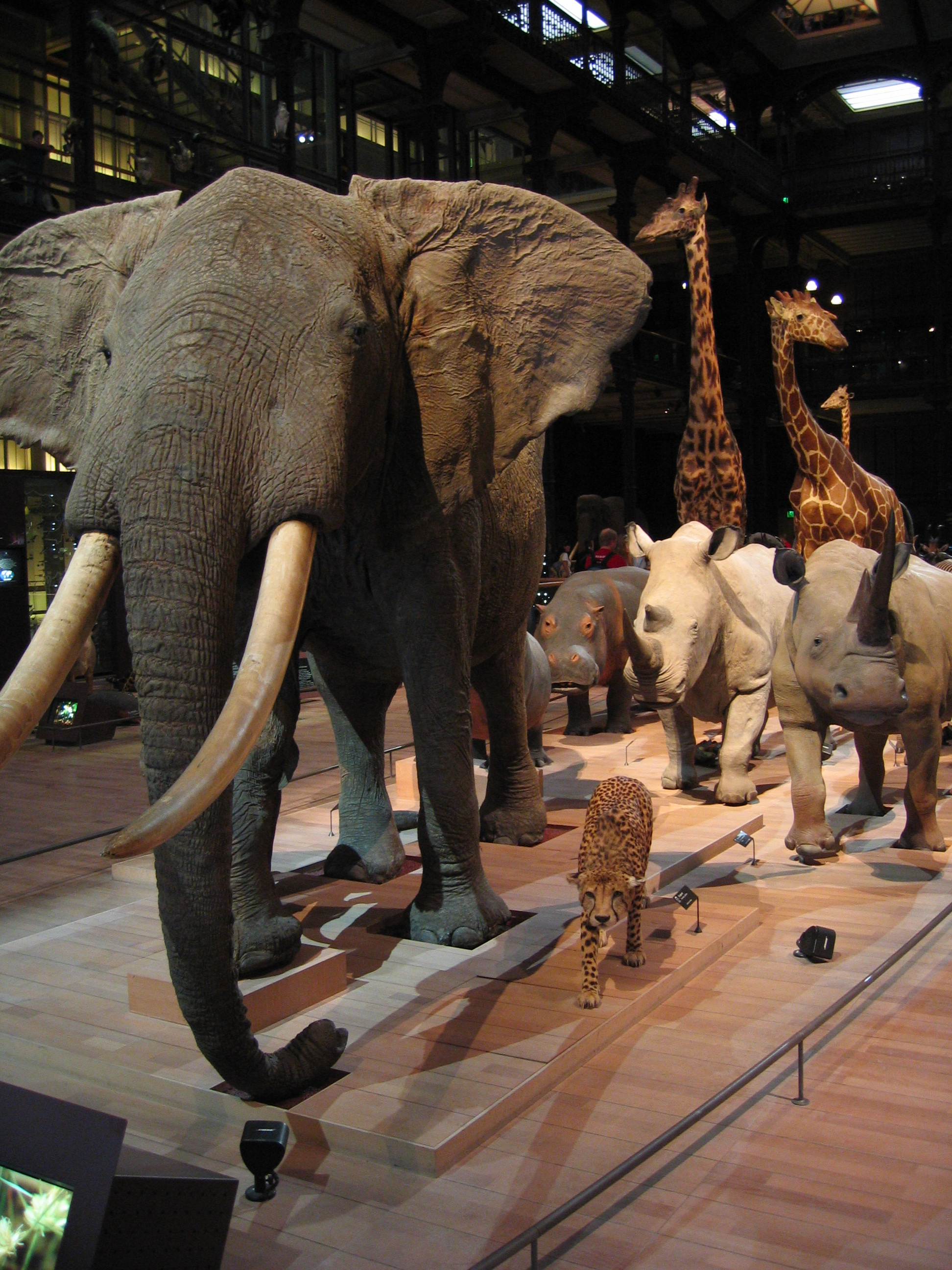
Велика галерея еволюції

  - Дендрарій Шеврелу (Chèvreloup, Rocquencourt)
  - Зоопарк у Клер (Clères)
  - Морська біологічна станція в Конкарно (Concarneau)
  - Зоопарк в От-Туш (Haute-Touche, Obterre)
  - Музей у Пато (Pataud, Eyzies)
  - Альпійський ботанічний сад Жайзінії (La Jaÿsinia, Samoëns)
  - Екзотичний ботанічний сад Валь-Раме (Val Rameh, Menton)
  - Екологічна лабораторія в Брюнуа (Brunoy).

Музей налічує 1850 співробітників, з них близько 500 – дослідники та науковці.